# رويال سي. جونسون
رويال سي. جونسون هو محامي وضابط وسياسي أمريكي، ولد في 3 أكتوبر 1882 في شيروكي في الولايات المتحدة، وتوفي في 2 أغسطس 1939 في واشنطن العاصمة في الولايات المتحدة. نشط حزبياً في الحزب الجمهوري. وقد انتخب عضو مجلس النواب الأمريكي ‏ (4 مارس 1915 – 3 مارس 1933).